# Helvético-Américains
Les Helvético-Américains sont les Américains ayant en partie ou en totalité des ancêtres suisses.
Selon l'American Community Survey, pour la période 2012-2016, 937 376 personnes se déclarent avoir des ancêtres suisses.

## Historique
En 1880, 82 000 Suisses font leurs bagages, ils rejoignent les ports de Hambourg ou du Havre pour partir en Amérique. En 1890, 30 000 Suisses débarquent en Amérique.
Vers 1870, il faut compter environ 150 francs pour se rendre à New York, soit plus de 50 journées de travail pour un ouvrier. En 1854, le consul de Suisse à New York signale qu'au cours de la traversée d'un navire en provenance du Havre, 23 enfants sont morts de faim. En conséquence, il recommande aux emigrants d'emporter des aliments farineux et du lait conservé en bouteille. Le port de New York est le point de débarquement de 98,5 % des emigrants suisses.
Les États les plus habités par les Suisses sont la Californie, l'État de New York, l'Ohio, le Wisconsin et la Pennsylvanie.
5 000 villes, bourgs et villages des États-Unis portent des noms suisses.
Les Amishs et les mennonites du canton de Berne, vers 1681, William Penn, fondateur de la Pennsylvanie, accueille une forte communauté d'Amishs de Suisse.

## Personnalités helvético-américaines
- Louis Chevrolet né le 25 décembre 1878 à La Chaux-de-Fonds originaire de Bonfol est le fondateur du groupe américain Chevrolet.
- Yul Brynner né le 11 juillet 1920 à Vladivostok son père venait de Zurich.
- Steve Jobs, né le 24 février 1955 à San Francisco, fondateur du groupe Apple, sa mère Joanne Carole Schieble, vient de Suisse.
- J. Edgar Hoover, le premier directeur du Federal Bureau of Investigation (FBI), sa mère Anna Marie Scheitlin, était suissesse.
- Tye Sheridan, acteur américain, a des ancêtres anglais, allemands, écossais, irlandais et suisse francophone.
- Renée Zellweger, actrice et productrice américaine, son père, Emil Zellweger, est un ingénieur suisse.
- Rock Hudson, acteur américain, son père, Roy Harold Scherer, est d'origine suisse et allemande.
- Ben Roethlisberger, quarterback, est d'origine du canton de Berne, son grand-père Karl Röthlisberger a quitté l’Emmental pour les États-Unis en 1873[6].*
- Albert Einstein est né en Allemagne en 1879, de 1896 à 1901 il est apatride, il acquiert la nationalité suisse en 1896. En 1940 il devient américain.

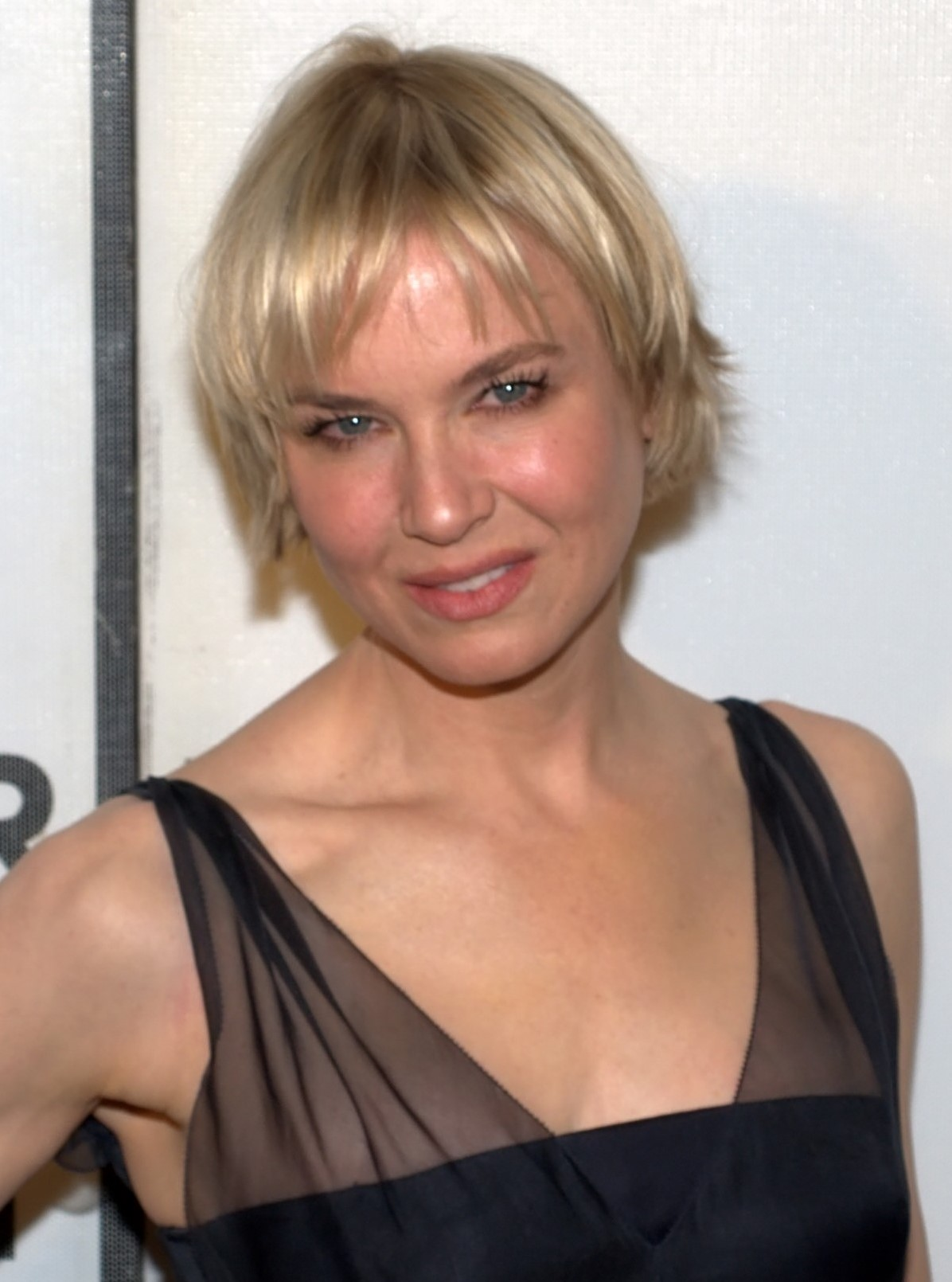
Renée Zellweger en 2009.
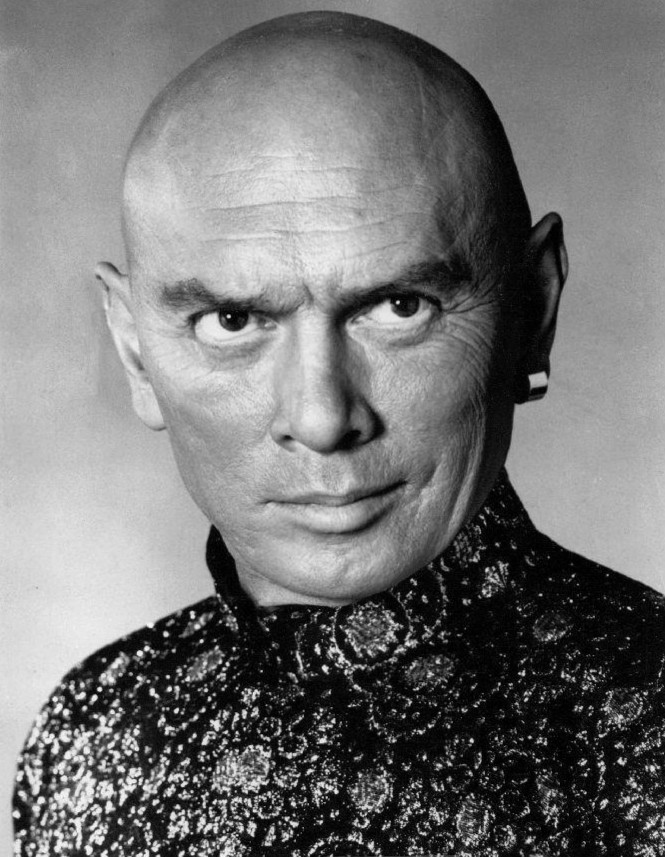
Yul Brynner en 1972.
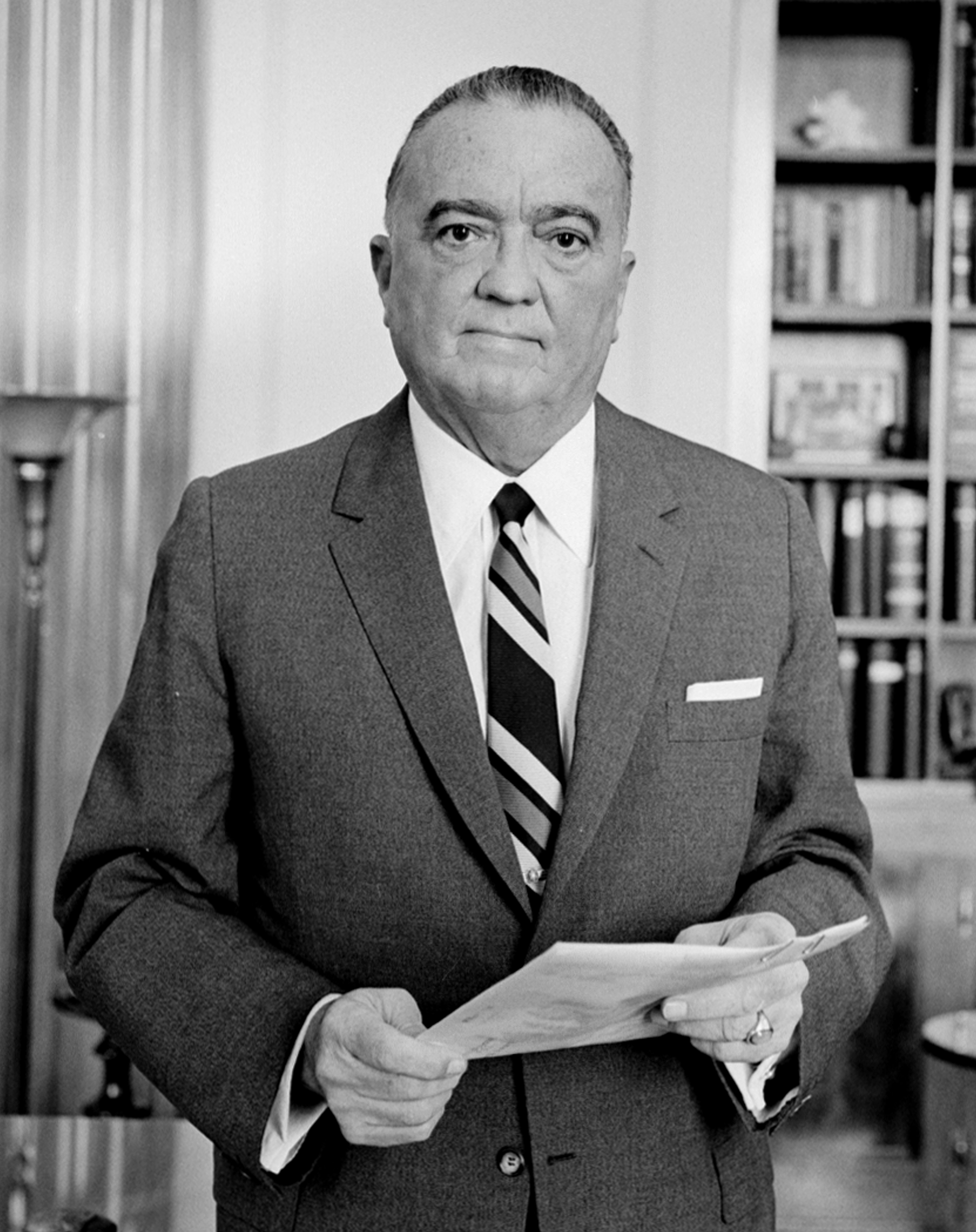
J. Edgar Hoover.
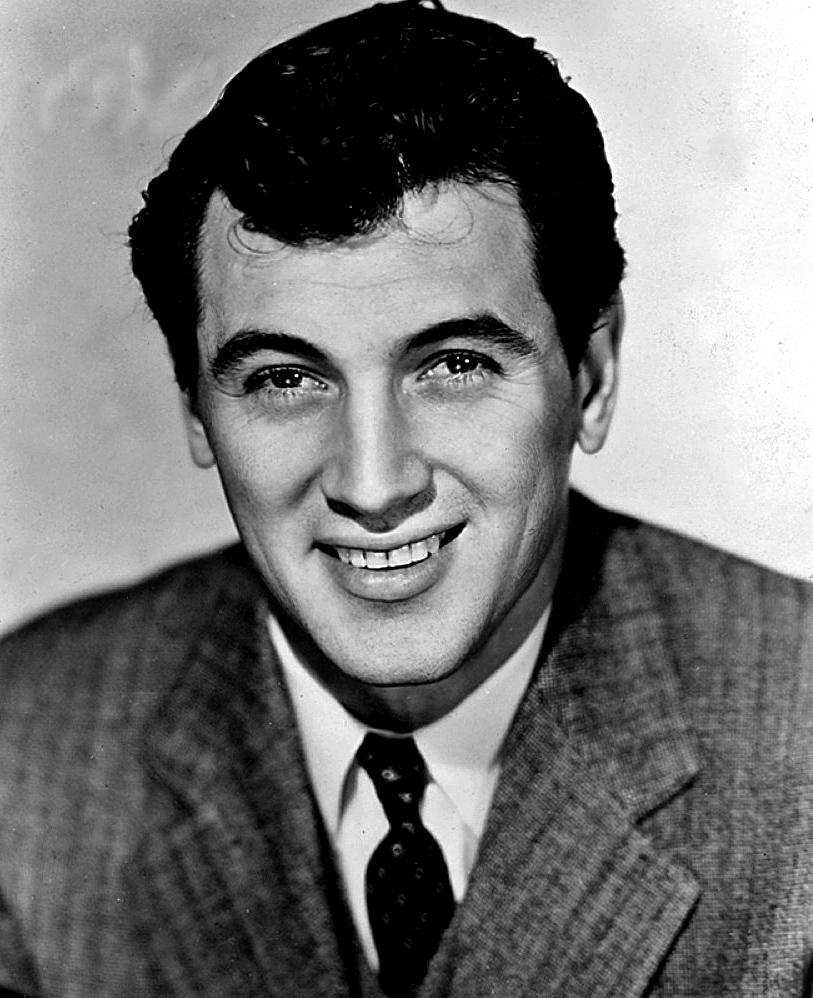
Rock Hudson son père Scherer était suisse allemand.
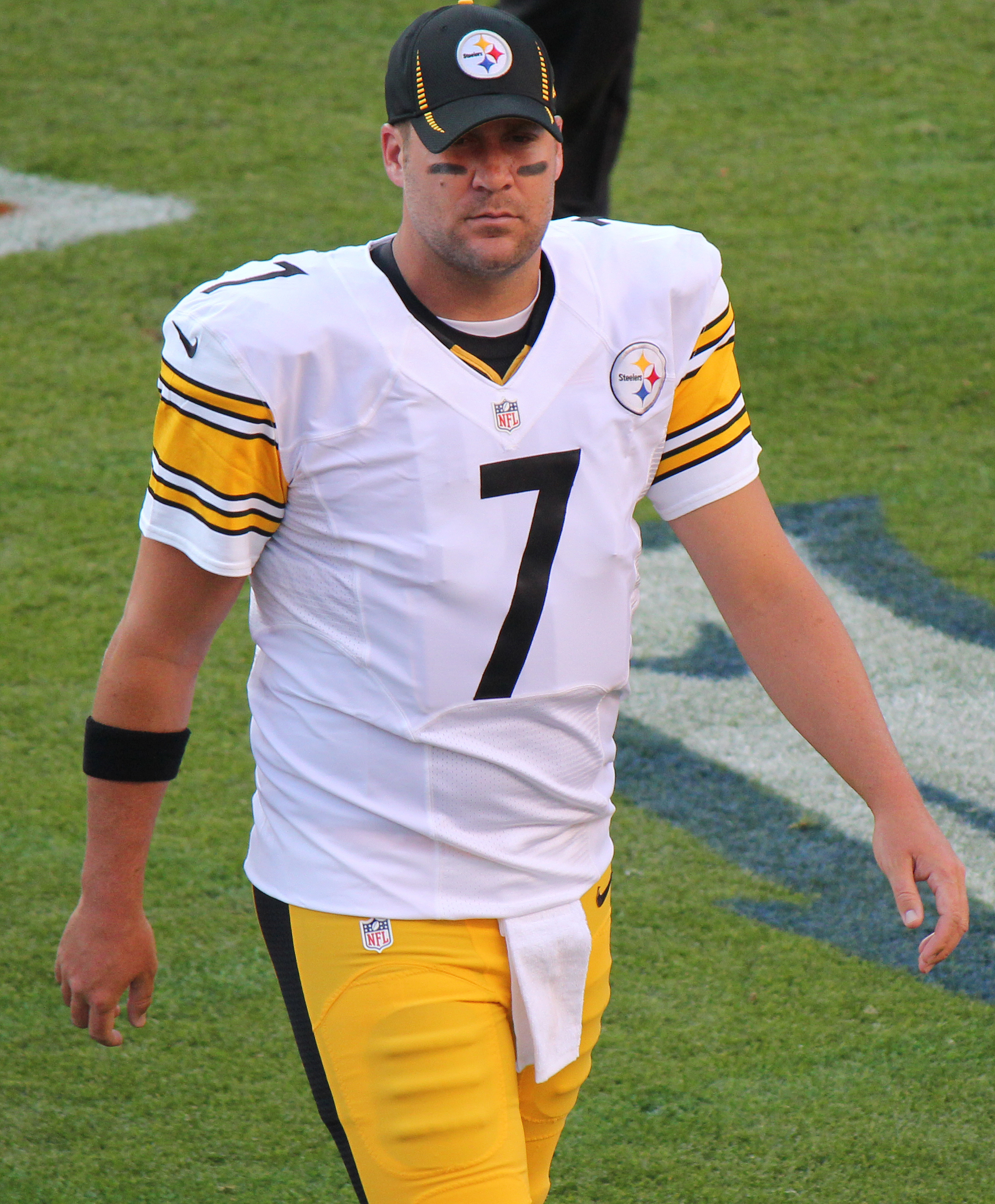
Ben Roethlisberger en 2002.
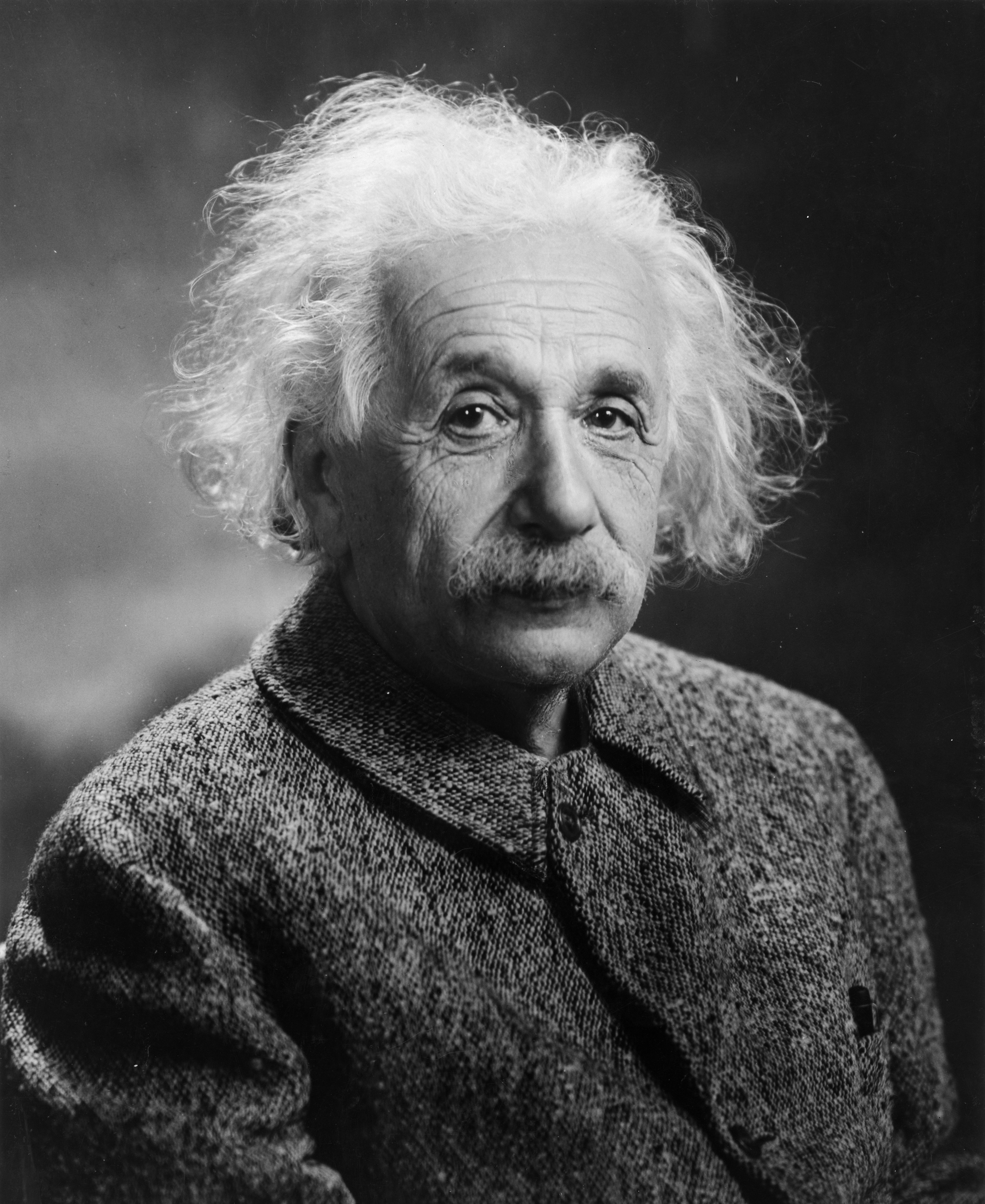
Albert Einstein en 1947.
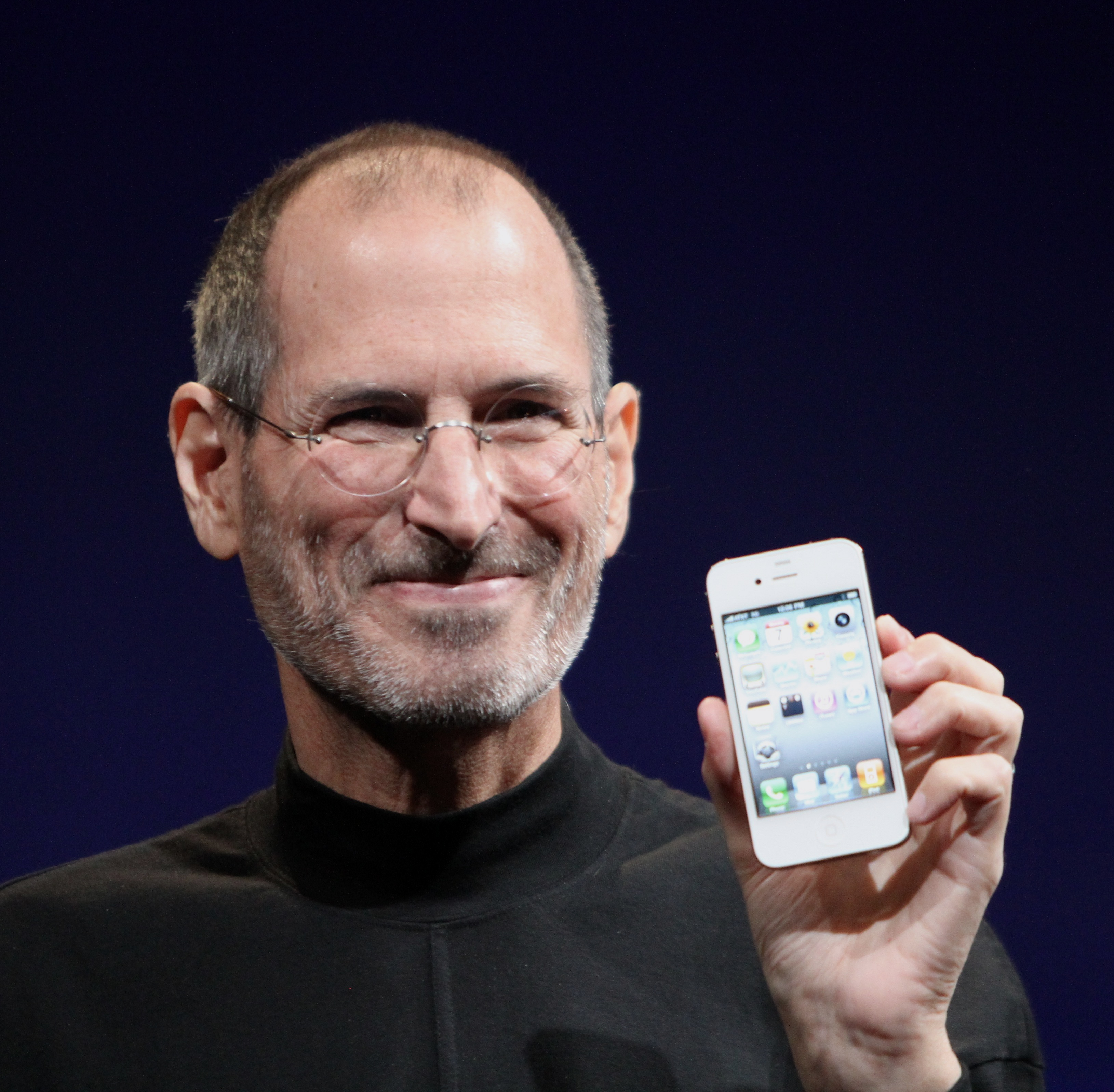
Steve Jobs présentant l'iPhone 4 en blanc, lors du discours d'ouverture (keynote) d'Apple du 7 juin 2010.
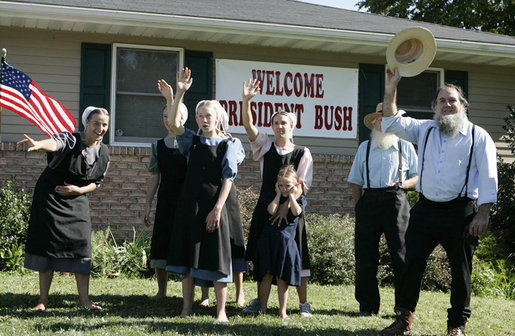
Amish de Pennsylvanie en 2006.
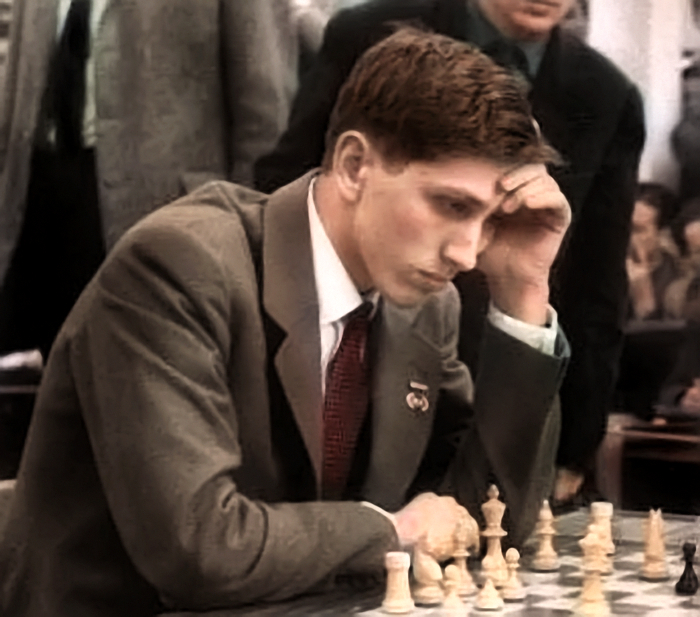
Bobby Fischer premier américain à devenir champion du monde d'échec au Championnat du monde d'échecs 1972. Sa mère Regina Wender est née en Suisse.